# 강대호 (야구인)
강대호(姜大虎, 1974년 8월 15일 ~ )는 한화 이글스와 롯데 자이언츠에서 뛴 야구 선수이다. 계명대학교를 졸업했으며, 프로 데뷔 후 두 시즌을 뛰며 통산 40경기 60타수 11안타 1홈런 타율 0.13을 기록했다. 우투우타였다.